# Jerseys historie
Jerseys historie er nært knyttet til de øvrige kanaløer og dens beliggenhed mellem de to store europæiske magter; Storbritannien og Frankrig.
Jersey repræsenterer de sidste rester af det middelalderlige hertugdømme Normandiet, der blev påvirket af både England og Frankrig. Jersey ligger i Mont Saint-Michel-bugten og er den største af Kanaløerne. Øen har haft selvstyre siden splittelsen af hertugdømmet Normandiet i 1204.

## Oldtid
De tidligste spor på menneskelig aktivitet på Jersey dateres til omkring 250.000 år siden (før Jersey blev en ø), da grupper af nomadiske jægere brugte hulerne på La Cotte de St Brelade som grundlag for at jage mammut og uldhåret næsehorn.
Stigende havniveauer resulterede i, at Jersey har været en ø i ca. 6.000 år, og ved dens nuværende ekstremer måler den 10 mil øst mod vest og seks mil nord mod syd. Indgraveringer fra Istiden er blevet dateret til mindst år 12.000 før Kristi fødsel beviser okkupering af området af Homo sapiens.
Der findes også beviser for bosatte samfund i den neolithiske periode, som er præget af opførelsen af de rituelle gravsteder, dysser. Antallet, størrelsen og synlige placeringer af disse megalitiske monumenter (især La Hougue Bie) har antydet social organisation over et bredt område, herunder omkringliggende kyster, var påkrævet til opførelsen. Arkæologiske beviser viser også, at handelsforbindelser med Bretagne og Englands sydkyst eksisterede i løbet af denne tid.

### Skattefund
Bevis for beboelse og rigdom er blevet opdaget i form af flere skattefund. I 1889, under opførelsen af et hus i Saint Helier, blev der fundet en guldtorque af irsk oprindelse på 746 gram. Et bronzealderfund bestående af 110 redskaber, hovedsageligt spyd og sværd, blev opdaget i Saint Lawrence i 1976 - sandsynligvis en smeds lager. Fund af mønter blev opdaget ved La Marquanderie i Saint Brelade, Le Câtel i Trinity og Le Câtillon i Grouville (1957).
To metaldetektører meddelte i juni 2012, at de havde afdækket, hvad der kunne være Europas største skattefund af keltiske mønter fra jernalderen: 70.000 romerske og keltiske mønter. Fundet antages at have tilhørt en Curiosolitae-stamme, der flygtede fra Julius Caesars hærer omkring 50 til 60 f.Kr.
I oktober 2012 rapporterede en anden metaldetektør et fund fra den tidlige bronzealder, Trinity Hoard.

## Gallo-romerske og tidlige middelalder
Selv om Jersey var en del af den romerske verden, er der mangel på spor der kan give en bedre forståelse af øen i den gallo-romerske og tidlige middelalder. Den overlevering, at øen blev kaldt Caesarea af romerne, synes ikke at have noget faktuelt grundlag. Det romerske navn på Kanaløerne var I. Lenuri (Lenur-øerne):4 og blev besat af briterne under deres migration til Bretagne (5.-6. århundrede).
Forskellige helgener som kelternes Samson af Dol og Branwalator (Brelade) var aktive i regionen. Overleveringen siger, at Saint Helier fra Tongeren i det moderne Belgien var den første til at føre kristendommen til øen i det 6. århundrede. En del af murene af Fishermen's Chapel mure stammer fra denne periode, og Karl den Store sendte sin udsending til øen (på det tidspunkt kaldet Angia, også stavet Agna) i 803. Et kapel bygget omkring 911, udgør nu en del af kirken St. Clement skib.

## Normannerne
Øen tog navnet Jersey som følge af vikingaktivitet i området mellem det 9. og 10. århundrede. Kanaløerne forblev politisk knyttet til Bretagne indtil 933, da William Longsword, hertug af Normandiet indtog Cotentin og øerne og føjede dem til hans domæne; i 1066 besejrede Vilhelm Erobreren af Normandiet Harold Godvinson i Hastings for at blive Englands konge. Vilhelm fortsatte med at styre sine franske besiddelser som en separat enhed, da han var skyldig som hertug til kongen af Frankrig.
Ifølge dokumenter fra den normanske finansamt, blev Jersey i 1180 inddelt, af administrative grunde, i tre ministeria[kilde mangler] de Gorroic, de Groceio og de Crapau Doit (hvert ministeria indeholdte måske tre sogne).:23 På dette tidspunkt blev der bygget eller udvidet kirker, hvor de fleste sognekirker på øen blev bygget/ombygget i normannisk stil (valgt af abbediet eller prioren for hver kirke). :21 
Øerne forblev en del af hertugdømmet Normandiet indtil 1204, da kong Filip 2. Augustus af Frankrig erobrede hertugdømmet fra kong Johan uden Land; takket være Pierre de Préaux, der besluttede at støtte kong Johan, blev øerne i den engelske konges personlige besiddelse og blev beskrevet som værende er Peculiar of the Crown. De såkaldte Constitutions of King John regnes som værende fundamentet for det moderne selvstyre.

## Feudalisme
Fra 1204 ophørte Kanaløerne med at være et fredeligt bagvand og blev et potentielt brændpunkt på den internationale scene mellem England og Frankrig. I Paris-traktaten (1259) opgav Kongen af Frankrig krav på Kanaløerne. Kravet var baseret på hans stilling som feudalherre over Hertugen af Normandiet. Kongen af England opgav kravet på fastlandet Normandiet og udnævnte en bestyrer (Warden), en stilling, der nu betegnes som guvernørløjtnant af Jersey og en fogd til at styre i hans sted. Kanaløerne blev aldrig absorberet i kongeriget England. Men kirkerne i Jersey blev underlagt yderligere 300 års kontrol af bispedømmet i Coutances.
De eksisterende normaniske skikke og love fortsatte med den undtagelse af, at den øverste instans for retssystemet var kongen af England i stedet for hertugen af Normandiet. Der var intet forsøg på at indføre engelsk lov. Loven blev udøvet gennem 12 politikredse, betjente (connétable) og en foged (Baillé). Disse titler har forskellige betydninger og pligter i forhold til dem i England.:27–8 
Mont Orgueil slot blev bygget på dette i denne tid for at fungere som en kongelig fæstning og militærbase. Dette var nødvendigt, da øen havde få forsvarsmuligheder og tidligere blev presset af en flåde under befaling af den franske landsforviste Eustache le Moine, som arbejdede sammen med den engelske konge, indtil han skiftede side og plyndrede Kanaløerne på den franske konges kommando.:25–8  En "warden" blev udnævnt til at repræsentere kongen på øen, denne titel kaldes undertiden "Captain", som senere blev "Governor" på øen. Pligterne var primært militære anliggender, men med magt til at udpege en foged som typisk var en øboer.:32  Enhver undertrykkelse fra en foged eller en warden skulle løses lokalt, og hvis dette fejlede kunne kongen indsætte kommissionærer til at rapportere om stridighederne.
I løbet af hundredeårskrigen blev øen angrebet mange gange, hvilket resulterede i den formelle oprettelse af ømilitsen i 1337, som var obligatorisk i de næste 600 år for alle mænd i den miliære alder. I marts 1338 landsatte en fransk styrke på Jersey, der havde til hensigt at erobre øen. Selvom øen blev overrendt af franskmænd, forblev Mont Orgueil i engelske hænder. Franskmændene forblev indtil september, hvor de sejlede ud for at erobre Guernsey, Alderney og Sark. I 1339 vendte franskmændene tilbage, angiveligt med 8.000 mænd i 17 genovesiske galejere og 35 franske skibe. Det slog dog igen fejl at erobre slottet
Den sorte død ankom til øen i 1348 og hærgede befolkningen. Ændringen i England til skriftsproget "engelsk" blev ikke optaget i Jersey, hvor normannisk-fransk fortsatte indtil det 20. århundrede.:44  I juli 1373 overtog Bertrand du Guesclin Jersey og belejrede Mont Orgueil. Hans tropper lykkedes med at bryde de ydre forsvar og tvang garnisonen tilbage til borgtårnet. Garnisonen blev enige om, at de ville overgive sig, hvis de ikke blev reddet inden Mikkelsdag og du Guesclin sejlede tilbage til Bretagne og efterlod en lille styrke til at opretholde belejringen. En engelsk flåde ankom i tide. :50–1 1.000 franske soldater, ledet af kastilianeren Pero Nino, invaderede øen den 7. oktober 1406. De gik i land ved St. Aubin's Bay og besejrede de 3.000 forsvarer, men fejlede i at erobre øen
Udbredelsen af kendskabet til Jeanne d'Arc inspirerede Frankrig til at smide englænderne ud fra det franske fastland, med undtagelse af Calais. Dette satte Jersey tilbage i frontlinjen mellem England og Frankrig.:54  Franskmændene lykkedes ikke at erobre Jersey i løbet af Hundredeårskrigen, men ved at udnytte splittelsen i England under Rosenkrigene erobrede de Mont Orgueil i sommeren 1461, angiveligt som en del af en hemmelighed aftale mellem Margaret af Anjou og Pierre de Brézé at få fransk støtte til Lancasternes sag. Øen blev holdt af franskmændene indtil 1468, da de yorkiske styrker og lokale militser kunne generobre slottet.
Øboerne på Jersey var, i flere århundrede, i stand til at forhandle retten til at bevare privilegier og forbedre visse fordele, såsom handelsrettigheder, fra kongen, grundet øens strategiske placering for den engelske Krone.

## Reformation til borgerkrig
I løbet af det 16. århundrede adopterede øboerne den protestantiske religion, som resultat af idéer om reformation samt splittelsen med den katolske tro af Henrik 8. af Englang, og i 1569 rykkede kirkerne under ledelse af bispedømmet i Winchester.:81  Calvinisme i Jersey betød, at livet blev meget usentimental. Loven blev strengt håndhævet, straffen for gerningsmænd var alvorlig, men uddannelsen blev forbedret.:83–6 
Ekskommunikationen af Elizabeth 1. af paven øgede den militære trussel mod øen, og den stigende brug af krudt og skydevåben på slagmarken betød, at fæstningerne på øen skulle tilpasses. En ny fæstning blev bygget for at forsvare St Aubins Bay, det nye Elizabeth Castle blev opkaldt efter dronningen af Sir Walter Raleigh, da han var guvernør. Ømilitsen blev omorganiseret baseret på øens sogne, og hver sogn havde to kanoner, der sædvanligvis var opbevaret i kirken - en af St. Peter-kanonerne kan stadig ses på bunden af Beaumont Hill.
En af de gunstige handelsaftaler med England var retten til at importere uld (England havde brug for et eksportmarked, men var i krig med det meste af Europa).:108  Produktionen af strikvarer på øen nåede en sådan skala, at det truede øens evne til at producere sin egen mad, så der blev vedtaget love, der regulerede hvem der kunne strikke med hvem og hvornår. Navnet "Jersey" blev synonymt med en sweater, viser hanbdelsaftalens betydning. Øboerne blev også involveret i Newfoundlands fiskeri på dette tidspunkt. Bådene forlod øen i februar/marts efter en gudstjenste i St Brelades kirke, og de vendte ikke tilbage igen før til september/oktober. Kolonier fra Jersey blev etableret i Newfoundland.

## Borgerkrig, interregnum og restaurering
I 1640'erne blev England, Irland og Skotland kastet i krig. Borgerkrigen delte også Jersey, og mens øboernes sympati lå hos Parlamentet, holdt de Carterets (se Sir George Carteret og Sir Philippe de Carteret II) øen for kongen.
Prinsen af Wales, den fremtidige Karl 2. af England besøgte øen i 1646 og igen i oktober 1649 efter retsforfølgelsen og henrettelsen af sin far, Karl 1 af England. På Royal Square i Saint Helier den 17. februar 1649 blev Karl 2. offentligt proklameret konge efter sin fars død (efterfulgt den første offentlige proklamering i Edinburgh den 5. februar 1649). Parlamentariske styrker erobrede til sidst øen i 1651 og Elizabeth Castle syv uger senere. Som anerkendelse for al den hjælp George Carteret gav kongen under sin eksil, gav Karl 2. ham en stor mængde land i de amerikanske kolonier, som han med det samme døbte New Jersey, nu en del af USA.
Hen mod slutningen af det 17. århundrede styrkede Jersey sine forbindelser med Amerika, da mange øboere emigrerede til New England og det nordøstlige Canada. Jersey-købmændene opbyggede et blomstrende forretningsimperium, med virksomheder som Robins og Le Boutilliers, i Newfoundland og Gaspé-fiskerierne.

## 18. århundrede
Ved 1720'erne truede en uoverensstemmelse i valutaværdierne mellem Jersey og Frankrig den økonomiske stabilitet. Staterne i Jersey besluttede derfor at devaluere liarden til seks af solidusen. Lovgivningen, der skulle effektivisere devalueringen, blev implementeret i 1729, og forårsagede et folkeoprør der rystede etablissementet. Devalueringen blev derfor annulleret.
Handelskammeret for Jersey blev grundlagt den 24. februar 1768, og er det ældste i Commonwealth of Nations.
"Koden" fra 1771 fastsatte for første gang samlet på et sted Jersey's eksisterende love, og fra dette tidspunkt blev Kronen og Staterne Jerseys lovigvende magt afgrænset til Jersey alene.
Metodisme ankom til Jersey i 1774, bragt af fiskere der kom tilbage fra Newfoundland. Der opstod derfor konflikt med autoriterne, da flere mænd nægtede at deltage i militærøvelser, da disse sammenfaldt med bibelmøder. Højesteret forsøgte at forbyde metodistmøder, men kong George III nægtede at forstyrre religionsfriheden. Den første metodiske præst på Jersey blev udnævnt i 1783, og John Wesley forkyndte på Jersey i august 1789, hvor hans ord blev brugt i det almindelige sprog til gavn for de landlige sogne. Den første bygning konstrueret specifikt til metodismen blev bygget i St. Ouen i 1809.
1700-tallet var en periode med politiske spændinger mellem Storbritannien og Frankrig, da de to nationer stødte sammen over hele verdenen, efterhånden som deres armbevægelser voksede. På grund af sin placering var Jersey mere eller mindre i krigszonen.
Under de amerikanske uafhængighedskrige blev der foretaget to invasioner af øen. I 1779 blev Vilhelm 5. af Oranien forhindret i at landsætte i St. Ouens Bugt; den 6. januar 1781 erobrede en styrke under ledelse af Baron de Rullecourt St. Helier i et dristigt morgenangreb, men blev besejret af en britisk hær ledet af major Francis Peirson i slaget ved Jersey. En kortvarig fred blev fulgt af de franske revolutionskrige og Napoleonskrigene, som, ved deres afslutning, havde ændret Jersey for evigt. I 1799-1800 blev over 6000 russiske tropper under kommando af Charles du Houx de Vioménil, indkvarteret på Jersey efter en evakuering fra Holland.
Den første trykpresse blev introduceret på Jersey i 1784.[kilde mangler]

## 19. århundrede
Antallet af engelsktalende soldater, der var stationeret på øen, og antallet af pensionerede officerer og engelsktalende arbejdere, der kom til øerne i 1820'erne, førte til, at øen gradvist bevægede sig mod en engelsktalende kultur i byen.
Livre-turnoiserne var blevet brugt som den lovlige valuta i århundreder. Den blev imidlertid afskaffet i løbet af den franske revolution. Selvom mønterne ikke længere blev præget, forblev de den lovlige valuta i Jersey indtil 1837, hvor svindende forsyninger og deraf følgende vanskeligheder med handel og betaling betød indførelsen af pundet som officielt betalingsmiddel.
De militære veje som guvernøren General George Don anlagde (ofte med konflikter med landejerne), som skulle forbinde de kystlige beskyttelser med St. Helier havn, havde en uventet positiv effekt på landbruget efter freden blev genoprettet. Landmænd i tidligere isolerede dale var i stand til hurtigt at transportere afgrøder, der blev dyrket i øens mikroklima til ventende skibe og derefter videre til markederne i London og Paris foran konkurrenterne. I forbindelse med indførelsen af dampskibe og udviklingen af de franske og britiske jernbanesystemer var Jerseys landbrug ikke længere så isoleret som tidligere.
Befolkningen på Jersey steg hurtigt fra 47.544 i 1841 til 56.078 20 år senere, på trods af en dødelighed på 20% blandt nyfødte børn; den forventede levealder var 35 år.:186 
Byen udvidede med mange nye gader og huse i georgansk stil; i 1843 blev flere gadenavne fastlagt. I 1852 blev Theatre Royal og Victoria College bygget, og en udvidelse af havnen (der blev kaldt Victoria Harbour), blev igangsat.:181–5  Jersey udstedte sine første mønter i 1841 og udstillede 34 genstande på The Great Exhibition i 1851, og verdens første fritstående postboks blev oprejst i 1852. En betalt politistyrke blev oprettet i 1854.:178–185 
To jernbaner, Jersey Western Railway i 1870 og Jersey Eastern Railway i 1874, blev åbnet. Den vestlige jernbane strakte sig fra St Helier (Weighbridge) til La Corbière og den østlige jernbane fra St Helier (Snow Hill) til Gorey Pier. De to jernbaner er aldrig blevet forbundet. Busser begyndte at køre på øen i 1920'erne, og jernbanerne kunne ikke klare konkurrencen. Den østlige jernbane lukkede i 1926 og den vestlige jernbane i 1936 efter en brandkatastrofe samme år.
Jersey var det fjerde største skibsbygningsområde i de britiske øer i det 19. århundrede, hvor øen byggede over 900 skibe rundt om øen. Skibsbyggeriet faldt med fremkomsten af jernskibe og damp. En række banker på Jersey, garantister for en industri både onshore og offshore, mislykkedes i 1873:193  og 1886, selv forårsagede strid og uenighed i de fjerntliggende samfund.
I det sene 19. århundrede, da den tidligere blomstrende cider- og uldindustri faldt, nød øbønderne fordel af udviklingen af to luksusprodukter - Jerseykvæg og Jersey Royal-kartofler. Førstnævnte var et produkt af omhyggelige og selektive avlsprogrammer; sidstnævnte var et totalt lykketræf.
Den anarkistiske filosof, Peter Kropotkin, der besøgte Kanaløerne i 1890, 1896 og 1903, beskrev landbruget på Jersey i The Conquest of Bread.
I det 19. århundrede blev turismen også en vigtig industri (forbundet med forbedringerne i passagerskibe),:196  og nåede sit højdepunkt i perioden fra slutningen af anden verdenskrig til 1980'erne.

## 20. århundrede
Grundskoleuddannelse blev obligatorisk i 1899 og gratis i 1907. Årene før første verdenskrig blev grundlæggelsen af kulturelle institutioner, 'the Battle of Flowers' og Jersey Eisteddfod. De første fly ankom til Jersey i 1912.
I 1914 blev den britiske garnison trukket tilbage i starten af krigen, og militsen blev mobiliseret. Jerseys mænd tjente i de britiske og franske væbnede styrker. Et antal af tyske krigsfanger blev interneret i Jersey. Influenzaepidemien i 1918 lagde sig til den krigshærgede ø.
I 1919 erstattede de imperiale standarder for det meste det traditionelle Jersey-målingssystem med vægte og mål; kvinder over 30 år fik stemmeret;  og legater fra de gamle grammatikskoler blev genbrugt som stipendier til Victoria College.
Georg 5. af Storbritanniens besøg i 1921 på øen var anledning til udformningen af sognenes våbenskjolde.
I 1923 bad den britiske regering Jersey om at bidrage med en årlig sum til imperiets omkostninger. Staten Jersey nægtede og tilbød i stedet et engangsbidrag til omkostningerne for krigen. Efter forhandlinger blev Jersey's bidrag accepteret.
Det første motoriserede køretøj var ankommet i 1899, og i 1930'erne havde konkurrence fra motorbusser gjort jernbanerne uprofitable, og den endelige lukning af jernbanerne kom i 1935 (bortset fra den senere tyske genindførelse af jernbanen under den militære besættelse). Jersey Airport blev åbnet i 1937 for at erstatte brugen af stranden i Saint Aubins bugt som en landingsbane ved lavvande. 
Engelsk blev først tilladt i debatter i Staterne Jersey i 1901, og den første lovgivning, der primært blev udarbejdet på engelsk, var Skatteloven af 1928.

### Besættelse 1940-1945
Efter tilbagetrækning af forsvar fra den britiske regering og tysk bombardement blev Jersey besat af tyske tropper mellem 1940 og 1945. Kanaløerne var den eneste britiske jord, der blev besat af tyske tropper i 2. verdenskrig. Ved denne besættelsesperiode blev ca. 8.000 øboere evakueret, 1.200 øboere blev deporteret til lejre i Tyskland, og over 300 øboere blev dømt til fængsel og koncentrationslejre på det europæiske fastland, hvoraf 20 døde. I vinteren 1944-1945 var øboerne tæt på at sulte, da Kanaløerne blev afskåret fra det tysk besatte Europa af allierede styrker. Sulten blev med næppte undgået ved ankomsten af Røde Kors forsyningsskibet, Vega. Befrielsesdagen - 9. maj markeres som en helligdag.

### Vækst efter Befrielsen
Den største effekt på Jerseys økonomi efter 1960'erne i moderne tider, er den voksende tilstedeværelse af finansindustrien. Da Paradise Papers blev offentliggjort, blev det opdaget, at to ikke-amerikanske datterselskaber under Apple havde domicil på Jersey.